# Droga wojewódzka 275
Die Droga wojewódzka 275 (DW 275) ist eine drei Kilometer lange Droga wojewódzka (Woiwodschaftsstraße) in der polnischen Woiwodschaft Kujawien-Pommern, die den Bahnhof Brzoza Bydgoska mit der Droga krajowa 25 verbindet. Die Strecke liegt im Powiat Inowrocławski.

## Streckenverlauf
Woiwodschaft Kujawien-Pommern, Powiat Inowrocławski
-  Inowrocław (Inowrazlaw, Hohensalza, Jungbreslau, Jungleslau) (DK 15, DK 25, DW 251, DW 252)